# 우설
우설(牛舌)은 소의 혀이다.

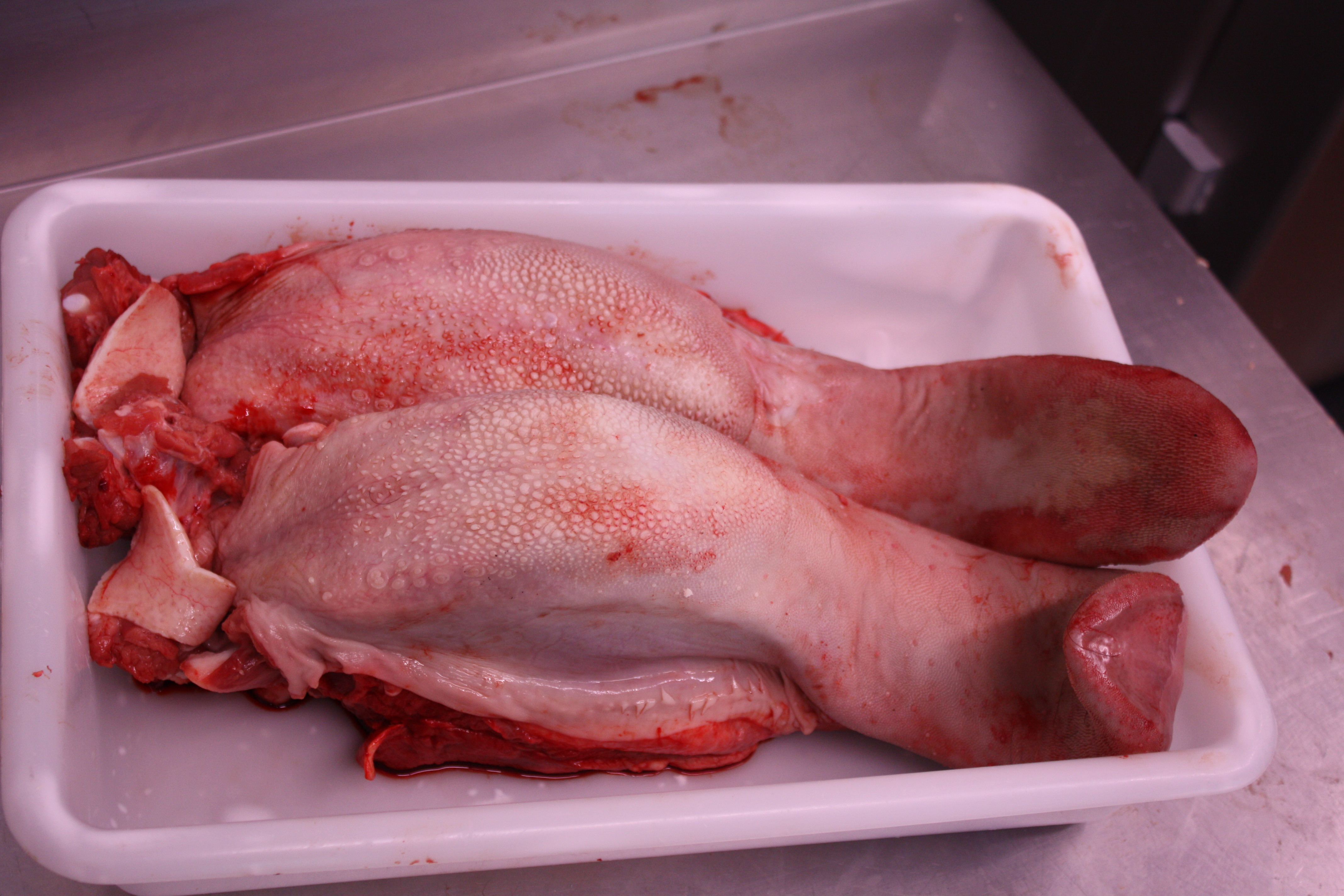
우설

우설은 조직이 연하고 지방이 많으며 칼로리 성분 중 최대 72%를 차지한다. 캐나다 (특히 앨버타주)를 포함한 일부 국가는 상당한 양의 우설을 수출한다.

## 요리
한국에서는 편육, 찜, 조림, 전골 등에 우설을 이용한다.

## 사진 갤러리

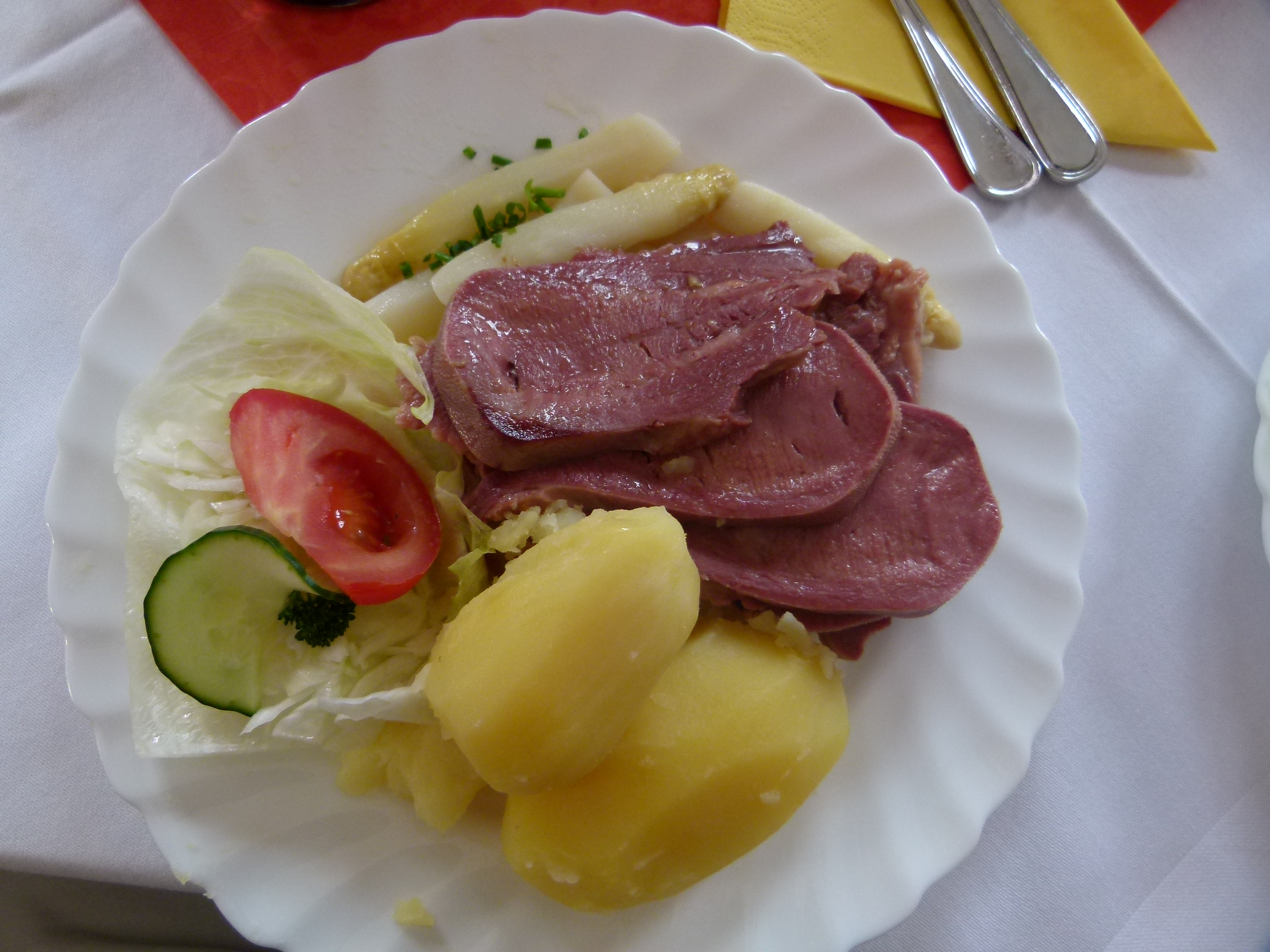
독일의 린데르충게
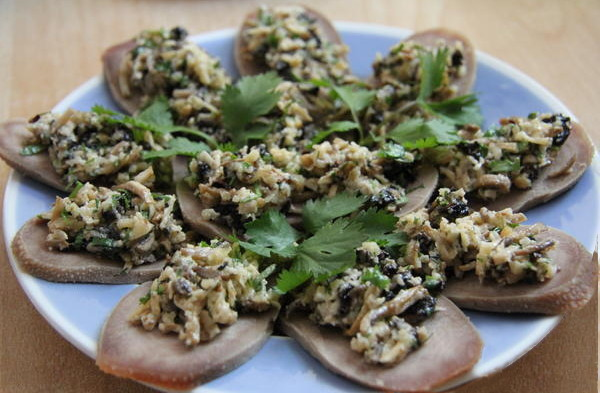
러시아의 우설 자쿠스키
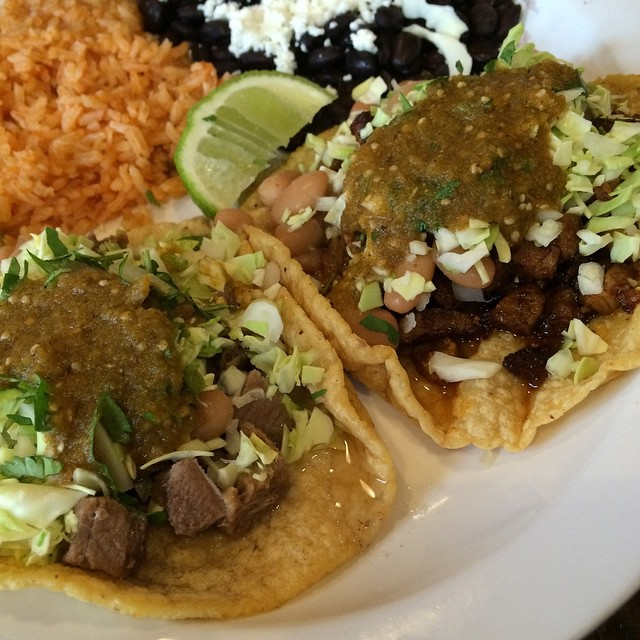
멕시코의 우설 타코 (왼쪽)
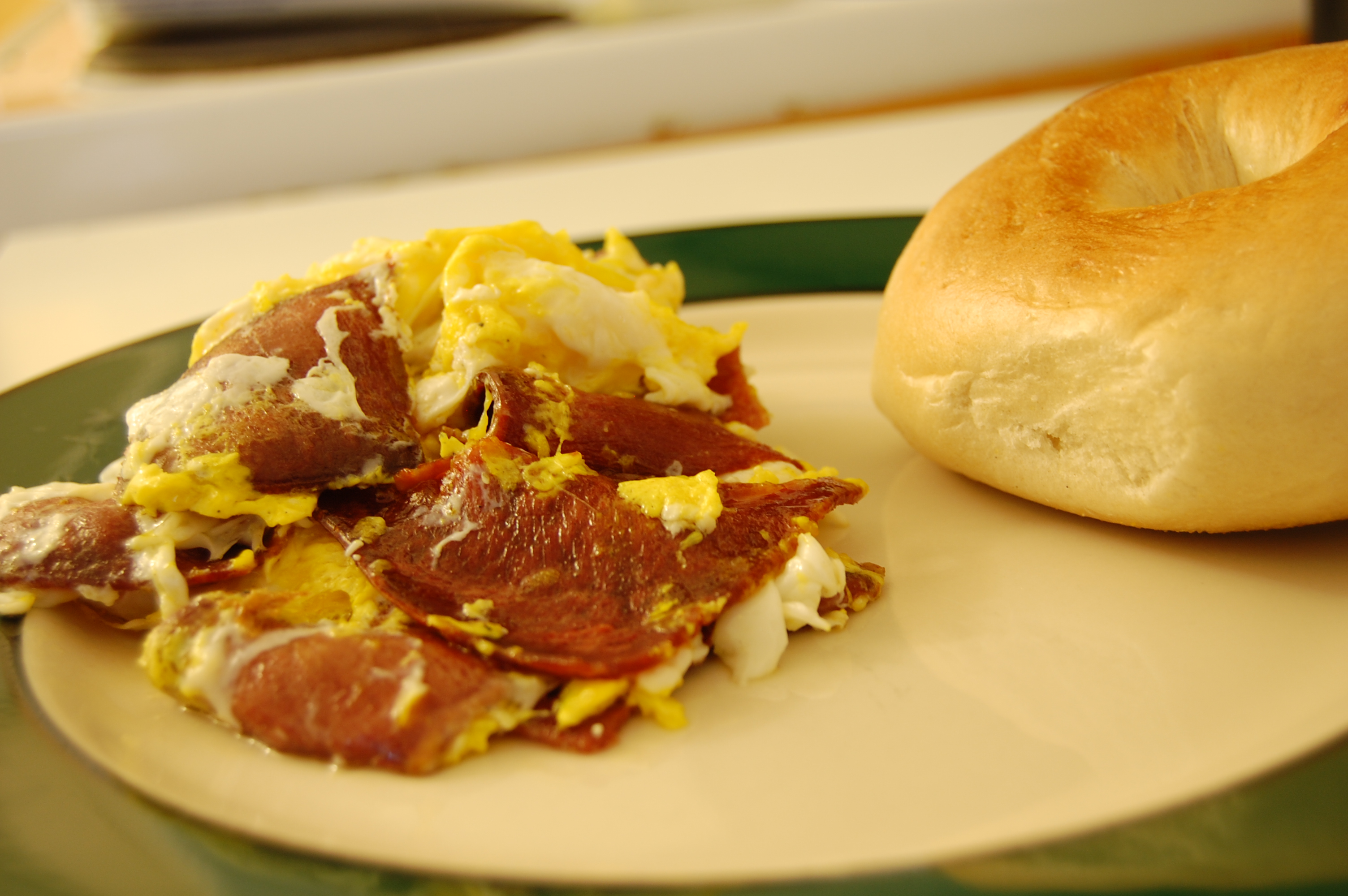
미국의 텅 토스트
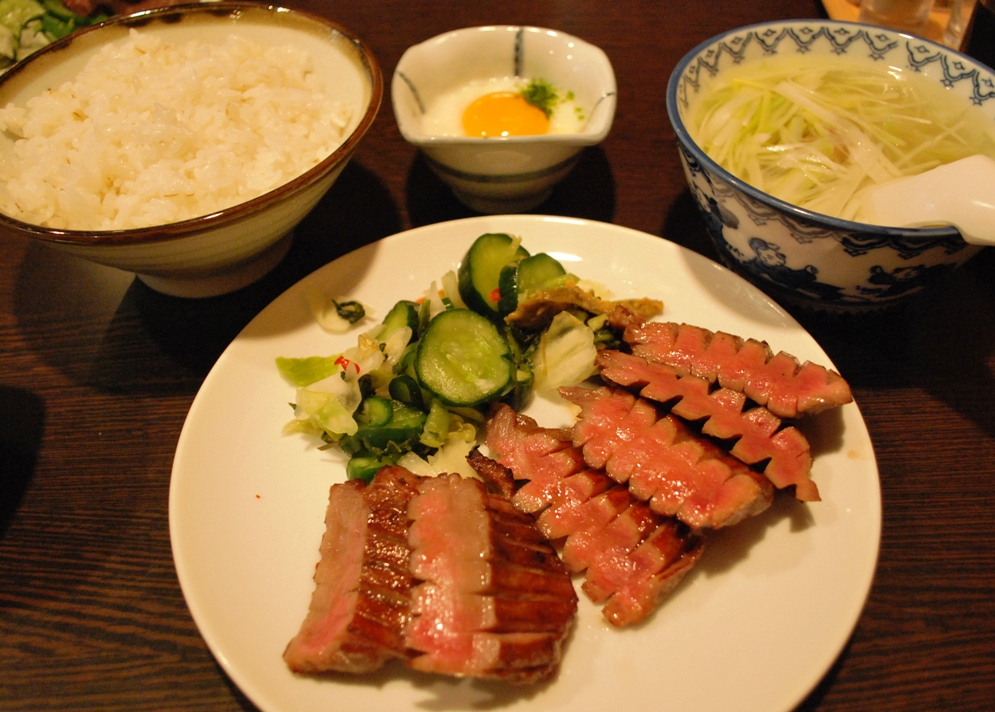
일본의 규탄